# Министарство рударства и енергетике Републике Србије
Министарство рударства и енергетике Републике Србије је орган државне управе који обавља послове који се односе на рударство и енергетику. Тренутни Министар рударства и енергетике је Дубравка Ђедовић.